# 勒皮昂沃莱区
勒皮昂沃莱区（法語：arrondissement du Puy-en-Velay），简称勒皮区，是法国上卢瓦尔省所辖的一个区。总面积1930.7平方公里，总人口96725，人口密度50人/平方公里（2018年）。主要城镇为勒皮昂沃莱。

## 辖区
勒皮昂沃莱区辖有102个市镇。